# Kuzitrin
La rivière Kuzitrin est un cours d'eau d'Alaska, aux États-Unis, qui coule dans la région de recensement de Nome.

## Description
Longue de 95 milles (153 km), elle prend sa source dans le lac Kuzitrin, à 13 milles (21 km) au sud du lac Imuruk, et coule vers l'ouest en direction du bassin Imuruk, à  30 milles (48 km) au sud-est de Teller.
Son nom eskimo a été référencé en 1900 par Brooks, de l'United States Geological Survey.

## Affluents
- Kougarok – 45 milles (72 km)
- Noxapaga – 56 milles (90 km)

## Sources
- (en) « Kuzitrin », Geographic Names Information System